# طوخ دلكة
طوخ دلكة، قرية رئيسية توأمية تابعة لمركز تلا التابع لمحافظة المنوفية في جمهورية مصر العربية.

## التاريخ
قرية طوخ دلكة من القرى القديمة، حيث وردت باسم «طوخ دلكا» في أعمال جزيرة بني نصر ضمن قرى الروك الصلاحي التي أحصاها ابن مماتي في كتاب قوانين الدواوين، كما وردت باسم «طوخ دلكا» في أعمال جزيرة بني نصر ضمن قرى الروك الناصري التي أحصاها ابن الجيعان في كتاب «التحفة السنية بأسماء البلاد المصرية». وفي العصر العثماني وردت باسم «طوخ دلكة» في التربيع العثماني الذي أجراه الوالي العثماني سليمان باشا الخادم في عصر السلطان العثماني سليمان القانوني ضمن قرى ولاية جزيرة بني نصر، وفي تاريخ 1228هـ/1813م الذي عدّ قرى مصر بعد المسح الذي قام به محمد علي باشا باسم «طوخ دلكة» ضمن قرى مديرية المنوفية.

## السكان
بلغ عدد سكان طوخ دلكة 10,946 نسمة، منهم 9896 رجل و9248 إمرأة، حسب الإحصاء الرسمي لعام 2006.

## من أعلامها
- الدكتور عبد اللطيف عبد الحليم (أبو همام)